# Роналд Томас
Роналд Томас (англ. Ronald Thomas; 1 січня 1899 — 30 грудня 1936) — колишній австралійський тенісист.
Перемагав на турнірах Великого шолома в парному розряді.

## Фінали турнірів Великого шолома

### Одиночний розряд:1 поразка
| Результат | Дата | Турнір                | Покриття | Суперник       | Рахунок                 |
| --------- | ---- | --------------------- | -------- | -------------- | ----------------------- |
| Поразка   | 1920 | Чемпіонат Австралазії | Трава    | Пет О'Гара Вуд | 3–6, 6–4, 8–6, 1–6, 3–6 |

### Парний розряд:3 перемоги
| Результат | Дата | Турнір                | Покриття | Партнер        | Суперники                 | Рахунок                 |
| --------- | ---- | --------------------- | -------- | -------------- | ------------------------- | ----------------------- |
| Перемога  | 1919 | Чемпіонат Австралазії | Трава    | Пет О'Гара Вуд | Джеймс Андерсон Артур Лоу | 7–5, 6–1, 7–9, 3–6, 6–3 |
| Перемога  | 1919 | Вімблдонський турнір  | Трава    | Пет О'Гара Вуд | Родні Гіт Рендолф Лайсетт | 6–4, 6–2, 4–6, 6–2      |
| Перемога  | 1920 | Чемпіонат Австралазії | Трава    | Пет О'Гара Вуд | Горас Райс Рой Тейлор     | 6–1, 6–0, 7–5           |